# 立岩海底温泉
立岩海底温泉（たていわかいていおんせん）は、山形県鶴岡市（旧国出羽国、明治以降は羽前国）由良地区にある温泉。

## 泉質
- ナトリウム・カルシウム-硫酸塩・塩化物泉
- 泉温　50℃

遊楽源泉とも言われている。

## 温泉地
国道7号沿いの海岸線に日帰り入浴施設「遊楽」があった。2012年4月から低気圧被害で休業中だったが、2017年に建物は解体された。
現在は源泉タンクが残されている。由良温泉「ホテルサンリゾート庄内」がタンクローリーを利用して、源泉を使用している。

## アクセス
- 鉄道：羽越本線三瀬駅下車、タクシーで10分。
- バス：鶴岡駅-あつみ温泉駅-あつみ温泉間を結ぶ庄内交通バス利用、由良温泉口下車。

※現在、源泉を使用している「ホテルサンリゾート庄内」の交通情報である。